# Саша Капор
Александар Саша Капор (Тузла, 16. октобар 1985) је  босанскохерцеговачки певач српског порекла који се прославио у четвртој сезони такмичења Звезде Гранда. Издао је један музички албум и велики број синглова. Ожењен је певачицом Николином Ковач. Власник је издавачке куће Југодиск.

## Дискографија

### Албуми[5]
- Рођена за мене (2016) Гранд продакшн

### Синглови
- Се ла ви (2009)
- Тако ми недостајеш (2009)
- Подрум вина (2010) Гранд фестивал 2010.
- Један дан живота (2010) са Јеленом Костов
- Хотел Југославија (2013)
- Свећа за здравље (2014) Гранд фестивал 2014.
- Ноћна птица (2014)
- Страх од љубави (2017) дует са Соњом Коцић
- Конобару друже стари (2018)
- Чувам њу (2018) дует са Армином Месановићем
- Не могу ја против себе (2019)
- Љубав кад престане (2020) дует са Николином Ковач
- Мушка мајица (2022)
- Прецртан (2022)[6]